# Carovana d'eroi
Carovana d'eroi (Virginia City) è un film del 1940 diretto da Michael Curtiz.

## Trama
Durante la guerra di secessione un carico d'oro viene inviato di contrabbando verso la Confederazione del sud, l'operazione è seguita da una giovane ragazza, Julia, spia dei sudisti e incaricata di seguire tutta l'operazione. Durante l'avventuroso percorso la giovane incontra un ufficiale nordista, Kerry addetto al controspionaggio e al recupero del carico.I due dopo avventurose schermaglie si innamoreranno

## Distribuzione
Venne distribuito negli Stati Uniti il 20 marzo 1940; in Italia il permesso per la sua distribuzione arrivò nell'aprile del 1946.

### Doppiaggio
Il doppiaggio italiano venne eseguito a Hollywood a cura della Warner e realizzato da attori italoamericani, tra i quali figura Margherita Bellini, matrigna del più noto Gianfranco.